# Hans Christian Blech
Hans Christian Blech (Darmstadt, 20 febbraio 1915 – Monaco di Baviera, 5 marzo 1993) è stato un attore tedesco.
È famoso per avere interpretato il ruolo di "ufficiale tedesco" in importanti film di guerra. Ha anche interpretato il cardinal Santori in Giordano Bruno (1973).

## Filmografia parziale

Blech con Anthony Quinn ne La vendetta della signora

- La traversata del terrore (Epilog: Das Geheimnis der Orplid), regia di Helmut Käutner (1950)
- I dannati (Decision Before Dawn), regia di Anatole Litvak (1951)
- La collana della sfinge nera (Geständnis unter vier Augen), regia di André Michel (1954)
- 08/15, regia di Paul May (1954)
- All'est si muore (Kinder, Mütter und ein General), regia di László Benedek (1955)
- Il giorno più lungo (The Longest Day), regia di Ken Annakin, Andrew Marton, Bernhard Wicki (1962)
- La vendetta della signora (The Visit), regia di Bernhard Wicki (1964)
- I morituri (Morituri), regia di Bernhard Wicki (1965)
- La battaglia dei giganti (Battle of the Bulge), regia di Ken Annakin (1965)
- Il ponte di Remagen (The Bridge at Remagen), regia di John Guillermin (1969)
- Cardillac, regia di Edgar Reitz (1969)
- La lettera scarlatta (Der scharlachrote Buchstabe), regia di Wim Wenders (1973)
- Giordano Bruno, regia di Giuliano Montaldo (1973)
- Un'orchidea rosso sangue (La chair de l'orchidée), regia di Patrice Chéreau (1973)
- Falso movimento (Falsche Bewegung), regia di Wim Wenders (1975)
- Gli innocenti dalle mani sporche (Les Innocents aux mains sales), regia di Claude Chabrol (1975)
- Il pericolo è il mio mestiere (Il faut vivre dangereusement), regia di Claude Makovski, Nelly Kaplan (1975)
- Il coltello in testa (Messer im Kopf), regia di Reinhard Hauff (1978)
- Il colonnello Redl (Redl ezredes), regia di István Szabó (1985)
- Bitte laßt die Blumen leben, regia di Duccio Tessari (1986)

## Doppiatori italiani
- Giorgio Capecchi in I dannati
- Carlo Romano in Il giorno più lungo
- Pino Locchi in La vendetta della signora
- Ferruccio Amendola in I morituri
- Bruno Persa in La battaglia dei giganti
- Manlio Busoni in Il ponte di Remagen
- Enzo Liberti in Giordano Bruno